# Stateira I
Stateira I (? - 332 TCN) là vợ của vua Ba Tư Darius III của triều đại Achaemenid. Bà đã theo chồng đi chinh chiến chống Macedonia và kết quả là bị Alexandros III bắt cùng với mẹ và em gái tại trận Issus năm 333 TCN. Bà và mẹ, em gái được Alexandros đối xử rất tử tế.
Bà qua đời năm 332 TCN để lại 2 cô con gái - Stateira II và Drypteis. Stateira II thì kết hôn với Alexandros, còn Drypteis thì lấy Hephaestion, vị tướng thân cận nhất của ông này. Sau khi Alexandros, hai con gái của bà đã bị Roxana - vợ của Hoàng đế, ám sát chết để loại bỏ bất kỳ đối thủ cạnh tranh và đảm bảo rằng con trai mình sẽ kế nhiệm Hoàng đế. Khi nghe tin về cái chết của Alexander, Sisygambis nói lời chia tay với gia đình bà, quay vào tường, và nhịn ăn cho đến chết.